# Cryptopimpla arvicola
Cryptopimpla arvicola är en stekelart som först beskrevs av Johann Ludwig Christian Gravenhorst 1829.  Cryptopimpla arvicola ingår i släktet Cryptopimpla och familjen brokparasitsteklar. Inga underarter finns listade i Catalogue of Life.